# DR Music
DR Music (anteriormente DR Entertainment; Hangul: DR 음악), é uma empresa sul-coreana de entretenimento fundada em 1997 por Yoon Deung-ryeong. Ela atualmente adminstra grupos como BlackSwan e K-TIGERS ZERO.
A mesma também já admistrou grupos como Baby V.O.X, Baby V.O.X Re.V e Rania que é o atual Blackswan.

## Artistas

### Grupos
| Debut | Nome          | Gênero   | Membros                                                                       | Líder  | Fandom | Status | Referências |
| ----- | ------------- | -------- | ----------------------------------------------------------------------------- | ------ | ------ | ------ | ----------- |
| 2019  | K-TIGERS ZERO | Misto    | Taemi, Taejoo, Junhee, Yiseul, Yunji, Minji, Hyunmin, Youjin, Kyusung e Yejun | Junhee |        | Ativo  | [ 1 ]       |
| 2020  | BlackSwan.    | Feminino | Fatou, Nvee, Sriya, Gabi.                                                     | Fatou  | LUMINA | Ativo  |             |

## Ex-Artistas
- Baby V.O.X. (1997–2006)
- Zhang Liyin (2002-2003)
- Baby V.O.X. Re.V (2007-2009)